# Gare de Belfort
Gare de Belfort vasútállomás Franciaországban, Belfort településen.

## Vasútvonalak
Az állomást az alábbi vasútvonalak érintik:
- Párizs–Mulhouse-vasútvonal
- Belfort–Delle-vasútvonal
- Dole–Belfort-vasútvonal

## Kapcsolódó állomások
A vasútállomáshoz az alábbi állomások vannak a legközelebb:
- Gare de Chèvremont
- Danjoutin railway station (Belfort–Delle-vasútvonal)
- Gare des Trois-Chênes
- Gare d’Héricourt
- Gare de Petit-Croix
- Gare d’Altkirch
- Gare de Lure